# Akarawin Sawasdee
Akarawin Sawasdee (thailändisch อัครวิน สวัสดี, * 26. September 1990 in Chachoengsao), auch als New (thailändisch นิว) bekannt, ist ein thailändischer Fußballspieler.

## Karriere
Akarawin Sawasdee erlernte das Fußballspielen in der Schulmannschaft der Ratwinit Bangkaeo School in Samut Prakan. Seinen ersten Vertrag unterschrieb er 2009 beim damaligen Drittligisten Chachoengsao Hi-Tek FC in Chachoengsao. Hier stand er bis 2011 45 Mal auf dem Platz. 2012 wechselte er zum Erstligisten Chonburi FC nach Chonburi, wo er einen Dreijahresvertrag unterschrieb. Im ersten Jahr stand er sechsmal für Chonburi auf dem Platz. 2013 wurde er an den damaligen Zweitligisten Rayong FC ausgeliehen, einem Verein, der in Rayong beheimatet ist. Nach einem Jahr in Rayong wechselte er auf Leihbasis von 2014 bis 2015 zum damaligen Zweitligisten Nakhon Ratchasima FC aus Nakhon Ratchasima. 2014 wurde er mit Nakhon Ratchasima, auch Korat genannt, Meister der Thai Premier League Division 1 und stieg somit in die erste Liga auf. Nach Ende des Vertrags in Chonburi unterschrieb er 2016 einen Vertrag beim damaligen Erstligisten BBCU FC in Bangkok. 2016 wurde BBCU letzter der Liga und stieg in die zweite Liga ab. Da BBCU während der Saison 2017 gesperrt wurde, unterschrieb er Mitte 2017 einen Vertrag beim Erstligisten Chiangrai United. 2019 feierte er mit dem Verein aus Chiangrai die Thailändische Meisterschaft. 2017 und 2018 gewann er mit Chiangrai den FA Cup. Die Spiele um den Thailand Champions Cup gewann er 2019 und 2020. Den Thai League Cup gewann er 2018. Am 1. September 2021 spielte er mit Chiangrai um den Thailand Champions Cup. Das Spiel gegen den thailändischen Meister BG Pathum United FC im 700th Anniversary Stadium in Chiangmai verlor man mit 0:1. Für Chiangrai bestritt er 111 Erstligaspiele. Im Sommer 2023 wechselte er in die zweite Liga. Hier schloss er sich in Chiangmai dem Chiangmai FC an. Am Ende der Saison 2023/24 belegte er mit dem Klub den vierten Tabellenplatz und qualifizierte sich somit für die Aufstiegsspiele zur ersten Liga. Hier konnte man sich jedoch nicht durchsetzen. Nach einer Spielzeit, in der er 32 Ligaspiele bestritt, wechselte er im Sommer 2024 zum ebenfalls in der zweiten Liga spielenden Chiangmai United FC. Für den Verein bestritt er elf Ligaspiele. Im Juli 2025 nahm ihn sein ehemaliger Verein, der Erstligist Chiangrai United, wieder unter Vertrag. Im Sommer 2025 wurde sein Vertrag nicht verlängert. Anfang August 2025 nahm ihn der ebenfalls in der zweiten Liga spielende Hauptstadtverein Kasetsart FC unter Vertrag.

## Erfolge
Nakhon Ratchasima FC
- Thailändischer Zweitligameister: 2014  ▲

Chiangrai United
- Thailändischer Pokalsieger: 2017, 2018, 2020/21
- Thailändischer Supercup-Sieger: 2018, 2020
- Thailändischer Ligapokalsieger: 2018
- Thailändischer Meister: 2019

## Auszeichnungen
Regional League Division 2 – East
- Torschützenkönig: 2011